# أرون لينوكس
أرون لينوكس (بالإنجليزية: Aaron Lennox)‏ (19 فبراير 1993 - ) هو لاعب كرة قدم أسترالي في مركز حراسة المرمى. لعب مع ريث روفرز. شارك مع منتخب أستراليا تحت 17 سنة لكرة القدم ومنتخب أستراليا تحت 20 سنة لكرة القدم ومنتخب أستراليا الوطني لكرة القدم تحت 23 سنة.

## وصلات خارجية
- أرون لينوكس على موقع قاعدة بيانات كرة القدم.إي يو (الإنجليزية)
- أرون لينوكس على موقع Soccerbase.com (لاعب) (الإنجليزية)
- أرون لينوكس على موقع Soccerway.com (الإنجليزية)
- أرون لينوكس على موقع عالم كرة القدم.نت (الإنجليزية)
- أرون لينوكس على موقع AS.com (الإسبانية)
- أرون لينوكس على موقع GSA (الإنجليزية)